# Implantación diferida
La implantación diferida o diapausa embrionaria es una estrategia reproductiva utilizada por más de cien especies de mamíferos, puede que incluso se produzca en humanos. En la implantación diferida el blastocito embrionario no se implanta inmediatamente en el útero una vez se ha creado el cigoto tras la fecundación, sino que permanece en un estado de dormancia. Dado que el embrión permanece sin adherirse a la pared uterina el desarrollo es mínimo o nulo, por lo que se excede el período normal de gestación específico de la especie. Aunque se ha descrito gran parte de la regulación molecular que interviene en la activación de los blastocitos latentes, todavía se sabe poco sobre la aparición de la diapausa y las condiciones que permiten que un blastocito permanezca en estado dormente.
Entre los mamíferos que utilizan la implantación diferida se encuentran roedores, murciélagos, osos, armadillos, mustélidos como comadrejas y tejones o marsupiales como los canguros. Algunos grupos solo tienen una especie que utiliza esta estrategia reproductiva, como el caso del corzo en el orden Artiodactyla.

## Propósito
Los mamíferos pueden utilizar la implantación diferida para evitar el riesgo para sus propias vidas en situaciones desfavorables o condiciones ambientales adversas o para posponer el nacimiento de sus crías a períodos con condiciones metabólicas o ambientales favorables. La reproducción conlleva un gran coste energético y es beneficioso disponer de condiciones ideales, como haber destetado ya la descendencia anterior, disponibilidad de alimentos o un clima templado, para intentar garantizar que sus crías sobrevivan antes de dar a luz.

## Tipos
Se han identificado dos tipos de diapausa embrionaria en los mamíferos.
La diapausa facultativa, también conocida como implantación diferida lactacional por su regulación a través de la lactancia. Si una hembra copula mientras todavía está amamantando una camada anterior, el estímulo de la succión puede provocar que los embriones entren en diapausa. Se tiene constancia de que esto ocurre en algunos mamíferos insectívoros, roedores y marsupiales.
La diapausa obligada o implantación diferida estacional es un mecanismo que permite a los mamíferos programar el nacimiento de sus crías en condiciones ambientales favorables. Este mecanismo se manifiesta como parte del ciclo reproductivo regular de mamíferos como los armadillos, todas las especies de Pinnipedia|pinnípedos]], muchos mustélidos, todos los úrsidos, algunas especies de murciélagos frugívoros y el corzo.